# اریگونه

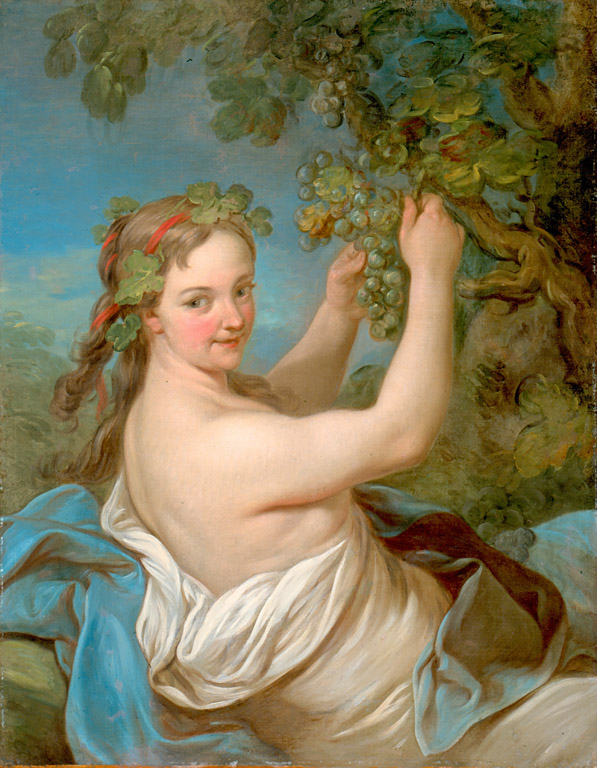

اریگونه ممکن است به هریک از موارد زیر اشاره کند:
* اریگونه(Ἠριγόνη)، در اساطیر یونان دختر ایکاریوس است. ایکاریوس از اهالی آتن بود. او نسبت به دیونیسوس احساس دوستی نزدیک و صمیمیت پیدا کرد، دیونیسوس به چوپانان شراب خوراند. آنها مست شدند و ایکاریوس را با این فکر که او، آنان را مسموم کرده‌است، به قتل رسانیدند. دختر او، یعنی همان اریگونه و سگ او، مائرا، جسد او را پیدا کردند. اریگونه خودش را از فراز مقبرهٔ پدرش حلق آویز کرد و بدینسان سایر باکره‌های آتن را نیز به انجام همان کار محکوم ساخت. دیونیسوس از این بابت عصبانی بود و آتن را بوسیلهٔ یک طاعون تنبیه کرد، طوریکه نوعی جنون و بی رحمی در تمامی زنان مجرد آن دیار اشاعه یافت، که تمام آنها به‌صورت دست جمعی دست به خودکشی زدند. ایکاریوس در میان ستاره‌های آسمان، با عنوان صورت فلکی بوتس یا گاوران  قرار داده شده‌است.
* اریگونه، در اساطیر یونان همچنین دختر آیگیستوس و کلایته منسترا، و همسر آگاممنون محسوب می‌شد. وی برادر ناتنی، به نام اورستز داشت. او همچنین مادر پنتیلوس نیز محسوب می‌شد. قرار بود که او به همراه برادر ناتنی اش اورستز کشته شود، اما دیانا او را نجات داد و وی را در سرزمین‌های آتیک باقی نگاه داشت.
* اریگونه ۱۶۳، نام یک سیارک است.
* اریگونه، نام یک گونه از عنکبوت هاست.

## منبع
- مشارکت‌کنندگان ویکی‌پدیا. «Erigone (daughter of Icarius)». در دانشنامهٔ ویکی‌پدیای انگلیسی، بازبینی‌شده در ۱۱ January ۲۰۱۲.